# Семюел Юїнґ
Семюел Юїнґ (англ. Samuel Ewing, 27 липня 1906 — 6 квітня 1981) — американський хокеїст на траві.
Бронзовий призер Олімпійських Ігор 1932 року.